# 长叶弯管花
长叶弯管花（学名：Chassalia curviflora var. longifolia）为茜草科弯管花属下的一个变种。

## 扩展阅读
- 維基物種上的相關：长叶弯管花